# Кимбол
Окръг Кимбол (на английски: Kimball County) е окръг в щата Небраска, Съединени американски щати. Площта му е 2466 km², а населението - 4089 души (2000). Административен център е град Кимбол.